# Prolasius bruneus
Prolasius bruneus är en myrart som beskrevs av Mcareavey 1947. Prolasius bruneus ingår i släktet Prolasius och familjen myror. Inga underarter finns listade i Catalogue of Life.